# Irina Uribe
Irina Priscilla Uribe García (Mollet del Vallés, Barcelona, España; 29 de julio de 1998) es una futbolista española que ocupa el puesto de delantera. Actualmente juega en el Fútbol Club Levante Badalona, equipo de la Primera División Femenina de España.

## Trayectoria
Ligada siempre al deporte, de niña sus padres intentaron orientarla a la natación, el baloncesto y el tenis, sin embargo ella eligió el fútbol.
Se formó en la cantera del Real Club Deportivo Español, siguió su formación en el Club deportivo San Gabriel, con el que debutó en la Primera división a los quince años, y en el filial del Fútbol Club Barcelona donde coincidió con las jugadoras Aitana Bonmatí, Ona Batlle y Laia Aleixandri. En su primera temporada, el equipo fue campeón de la categoría y ella la máxima goleadora con 23 dianas y la segunda de la categoría.
Después de un año de transición en el Club de Fútbol Damm, recaló en el Club Deportivo Seagull Badalona, donde permaneció cuatro temporadas. La temporada 2021-22 fichó por el Fútbol Club Levante Las Planas, de la segunda división, con el que consiguió el ascenso a la Primera división al final de esa misma temporada.

## Clubes
| Club                | País   | Año       |
| ------------------- | ------ | --------- |
| R. C. D. Espanyol   | España | 2012-13   |
| C.E. Sant Gabriel   | España | 2013-14   |
| R. C. D. Espanyol   | España | 2014-2016 |
| Club de Fútbol Damm | España | 2016-2017 |
| C.E. Seagull        | España | 2017-2021 |
| Levante Las Planas  | España | 2021-...  |